# Misionáři Afriky
Misionáři Afriky (Missionarii Africae, M.Afr.; někdy také Bílí Otcové) je Společenství apoštolského života papežského práva, založené roku 1868 kardinálem Lavigeriem jako misionářská společnost působící v Africe. Nejedná se o Společnost afrických misií, vzniklou ve stejné době.

## Stručná historie
V roce 1867 se Mons. Charles Martial Lavigerie stal arcibiskupem alžírským a následujícího roku i prefektem Sahary. Již v roce 1868 založil v El-Harrach (tehdejší francouzský název Maison-Carrée; dnes součást Alžíru) misionářskou společnost, která měla vyvažovat nedostatky kolonialismu. Společnost se rozvíjela od 70. let 19. století, její konstituce byly přijaty v roce 1879 a definitivně schváleny Římem roku 1908. Jde o jednu z nejznámějších frankofonních misijních společností. 
Členové společnosti nosili původně bílou sutanu a bílý burnus, růženec u pasu a kříž u krku, na hlavě tradiční severoafrickou čapku šešia; dnes jsou oděni do civilního oděvu. Podle původní sutany se jim také říkalo "Bílí otcové". 

## Seznam generálních představených
- 1868-1890 : Charles Martial Lavigerie
- 1890-1922 : Léon Livinhac
- 1922-1936 : Paul Voillard
- 1936-1947 : Joseph Birraux
- 1947-1957 : Louis Durieux
- 1957-1967 : Léon Volker
- 1967-1974 : Théo van Asten
- 1974-1980 : Jean-Marie Vasseur
- 1980-1986 : Robert Gay
- 1986-1992 : Étienne Renaud
- 1992-1998 : Gothard Rosner
- 1998-2004 : François Richard
- 2004-2010 : Gérard Chabanon
- 2010-2016 : Richard Baawobr
- od 2016 : Stanley Lubungo